# Sonja Mikkelsen
Sonja Alice Dahl Mikkelsen (født 20. juni 1955 i Bedsted) er en dansk socialdemokratisk politiker og tidligere minister.
Datter af arbejdsmand Kristian Mikkelsen og hjemmehjælper Margith Mikkelsen.
Er gift med Ole Kristensen og har to døtre fra hhv. 1992 og 1996.
Hun blev student fra Thisted Gymnasium i 1974.
Midlertidigt medlem af Folketinget for Århus Amtskreds 29. marts-4. april 1985, 5. nov.-9. dec. 1985, 26. maj-1. juni 1986, 26. maj-2. juni 1987 og 5. okt.-30. okt. 1989. Folketingsmedlem 8. dec. 1981-9. jan. 1984, 8. sept. 1987-9. maj 1988 og fra 12. dec. 1990-20. nov. 2001.
- Trafikminister i Regeringen Poul Nyrup Rasmussen IV fra 23. marts 1998 til 23. februar 2000
- Sundhedsminister i Regeringen Poul Nyrup Rasmussen IV fra 23. februar 2000 til 21. december 2000

Bl.a. pga. hendes fejlslåede planer for busselskabet Combus fik hun tilnavnet "Sonja Kludder-Mikkelsen".
Har været bestyrelsesformand for Egmont Højskolen siden 2001 og Skanderborg-Odder Center for Uddannelse siden 2012